# Chobotnice (seriál)
Chobotnice (v italském originále La piovra) je italský kriminální televizní seriál o boji proti sicilské mafii.
Hlavní roli komisaře Corrada Cattaniho ztvárnil italský herec Michele Placido. Seriál režírovalo postupně několik režisérů, první série byla v režii Damiana Damianiho a v produkci Luigiho Perelliho. V hlavních rolích dále vystoupili Patricia Millardet, Remo Girone a Raoul Bova. Hudbu k první sérii skládal Riz Ortolani, v dalších ho nahradil Ennio Morricone. První řada seriálu byla natočena v roce 1984, poslední desátá řada byla dotočena v létě roku 1999 a odvysílána o dva roky později.
Celý seriál má 48 dílů a průměrná délka jednoho dílu je 90 min. Seriál byl i sestříhán na 96 dílů po cca 45 minutách pro americké publikum. Seriál natočila italská televize RAI v koprodukci s ARD/ZDF, ORF, Channel 4, TF1 a TSI. Šestá série byla natočená i ve spolupráci s ČT a točilo se i v Praze a Králodvorských železárnách v Králově Dvoře u Berouna.

## Zajímavosti
Poslední scéna 4. série, ve které mafie vyhraje nad spravedlností a zabije komisaře Cattaniho, vzbudila neuvěřitelné ohlasy ze všech koutů světa. Z USA přišel kuriózní dopis, ve kterém údajný miliardář nabízel několik miliónů dolarů tvůrcům seriálu s tím, aby se vrátili k natáčení dalších dílů. Michele Placido však roli již odmítl. Divácký ohlas ale neustával, a tak se tvůrci rozhodli natočit další, tedy pátou sérii. Bez Placida byl však seriál velikým zklamáním a již nedosahoval takových úspěchů jako předchozí díly. I přesto bylo natočeno ještě 6 dalších sérií, které tak početně převážily nad původními čtyřmi.
Po uvedení první série chodily na adresu italské televize, ale i samotnému Placidovi výhrůžné dopisy od mafiánských organizací, ve kterých stálo, aby seriál okamžitě zastavili. Seriál totiž až didakticky představil a vysvětlil jednotlivé zavedené a tou dobou stále praktikované postupy organizovaného zločinu, politické a úřední korupce, psychologického či ekonomického nátlaku a bankovních her s převody peněz mezi jednotlivými bankovními konty. Druhá série se proto z bezpečnostních důvodů natáčela především v zahraničí na tajných místech. Např. v Německu, Švýcarsku, Velké Británii nebo Řecku. Velkou hodnotou tohoto unikátního televizního seriálu je i skutečnost, že jednotlivé série se snažily sledovat a popsat i měnící se trendy v praktikách mezinárodního organizovaného zločinu a přelévání kapitálu, např. do zemí nově osvobozených od komunistického režimu.
Šesté pokračování seriálu, natočené v roce 1992, se zčásti odehrávalo v Československu na konci komunistického režimu, hlavně v Praze. Kromě německého herce Siegfrieda Lowitze se v něm uplatnili také čeští herci, Jan Teplý jako Otto Wärfel a Rudolf Hrušínský ve dvou rolích – bankéře Stefana Litvaka (Štefana Litvaka) a mafiánského bosse. Jiří Růžička hraje tureckého bosse Parba, jeho služku pak Helena Růžičková a jeho pravou ruku Martin Dejdar.